# Grigorie Roșca
Grigore Rosca (... – XVI secolo) è stato un arcivescovo ortodosso moldavo, metropolita della chiesa ortodossa.

## Biografia
Consigliere spirituale e cugino del signore moldavo Petru Rareș, monaco al monastero di Probota e poi Metropolita della Moldavia, Grigore Rosca contribuì alla formazione di sentimenti anti-ottomani nell'opinione corrente, predicando l'indipendenza e la conservazione dei costumi e delle credenze ancestrali. A seguito di questa sua attività divenne consigliere di sua maestà e fece realizzare, assieme a Petru Rareș, figlio del grande signore Stefano il Grande, una serie di affreschi, conosciuti ed apprezzati oggi in tutto il mondo, quelli del monastero di Voroneț in Romania oggi riconosciuto Patrimonio dell'umanità dall'UNESCO.